# Ofenwerk
Das Ofenwerk ist ein Ausstellungs-, Veranstaltungs- und Dienstleistungszentrum für historische, automobile Kulturgüter. Es befindet sich in den Räumlichkeiten eines historischen, unter Denkmalschutz stehenden ehemaligen Industriekomplexes im nordöstlich gelegenen Nürnberger Stadtteil Schafhof.

## Geschichte
Seinen namentlichen Ursprung hat das Ofenwerk in der Firma Riedhammer GmbH, die 1986 ihre Produktion von Industrieöfen von Großreuth hinter der Veste in die Hallen der ehemaligen Firma Neumeyer, die auf dem Areal 1916 ansässig geworden war, verlagerte und die Gebäude wieder instand setzte. Im Zuge von Umstrukturierungsprozessen im Jahr 2000 wurde die Produktion am Standort Nürnberg eingestellt. Der damalige geschäftsführende Gesellschafter Peter Riedhammer richtete in der Folge mit zwölf weiteren Automobilfans ein Zentrum für mobile Classic ein, das sich heute über den Großteil der rund 10.000 Quadratmeter großen ehemalige Fabrikhallen erstreckt. Als Anlaufpunkt für die regionale Old- und Youngtimerszene bietet das Ofenwerk neben einer Ausstellung von mehr als hundert Fahrzeugen auch rund 40 Fachwerkstätten, Manufakturen sowie verschiedensten Dienstleistern der Automobilbranche Platz.  Teile des Ofenwerks und der kulinarischen Einrichtungen können als Veranstaltungsort gemietet werden.